# Munidopsis anemia
Munidopsis anemia is een tienpotigensoort uit de familie van de Munidopsidae. De wetenschappelijke naam van de soort is voor het eerst geldig gepubliceerd in 2005 door Macpherson & Segonzac.